# Liste der Kulturdenkmale in Osdorf
In der Liste der Kulturdenkmale in Osdorf sind alle Kulturdenkmale der schleswig-holsteinischen Gemeinde Osdorf (Kreis Rendsburg-Eckernförde) und ihrer Ortsteile aufgelistet (Stand: 14. April 2025).
Die Bodendenkmale sind in der Liste der Bodendenkmale in Osdorf aufgeführt.

## Legende
In den Spalten befinden sich folgende Informationen:
- Objekt-ID: die Nummer des Kulturdenkmales
- Lage: die Adresse des Kulturdenkmales und die geographischen Koordinaten. Kartenansicht, um Koordinaten zu setzen. In der Kartenansicht sind Kulturdenkmale ohne Koordinaten mit einem roten Marker dargestellt und können in der Karte gesetzt werden. Kulturdenkmale ohne Bild sind mit einem blauen Marker gekennzeichnet, Kulturdenkmale mit Bild mit einem grünen Marker.
- Offizielle Bezeichnung: Bezeichnung des Kulturdenkmales
- Beschreibung: die Beschreibung des Kulturdenkmales
- Bild: ein Bild des Kulturdenkmales

## Bauliche Anlagen
| Objekt-ID     | Lage                                              | Offizielle Bezeichnung | Beschreibung | Bild            |
| ------------- | ------------------------------------------------- | ---------------------- | --- | --------------- |
| 5181 Wikidata | Borghorsterhütten 9 (54° 25′ 45″ N, 10° 2′ 29″ O) | Gutsanlage: Herrenhaus | Alteintragung (Aktualisierung vorgesehen) - Begründung: Alteintragung (Aktualisierung vorgesehen) - Schutzumfang: Alteintragung (Aktualisierung vorgesehen) - Denkmaltyp: Bauliche Anlage                                                                                           | BW              |
| 4013 Wikidata | Gut Borghorst (54° 26′ 17″ N, 9° 58′ 27″ O)       | Herrenhaus             | Gut Borghorst; Alteintragung (Aktualisierung vorgesehen) - Begründung: geschichtlich, künstlerisch, städtebaulich - Schutzumfang: Alteintragung (Aktualisierung vorgesehen) - Denkmaltyp: Bauliche Anlage                                                                           | Fotos hochladen |
| 7834 Wikidata | Gut Borghorst (54° 26′ 15″ N, 9° 58′ 32″ O)       | Scheune                | Alteintragung (Aktualisierung vorgesehen) - Begründung: geschichtlich, Kulturlandschaft prägend - Schutzumfang: Scheune, Grabensystem am Wirtschaftshof, Grabensystem mit zwei Teichen, nördliche Gartenallee (Linden), südliche Gartenallee (Linden) - Denkmaltyp: Bauliche Anlage | Fotos hochladen |

## Gründenkmale
| Objekt-ID     | Lage                                        | Offizielle Bezeichnung | Beschreibung | Bild            |
| ------------- | ------------------------------------------- | ---------------------- | --- | --------------- |
| 9405 Wikidata | Gut Borghorst (54° 26′ 16″ N, 9° 58′ 25″ O) | Gutsgarten             | Alteintragung (Aktualisierung vorgesehen) - Begründung: geschichtlich, wissenschaftlich, Kulturlandschaft prägend - Schutzumfang: gesamtes Objekt - Denkmaltyp: Gründenkmal | Fotos hochladen |

## Bewegliche Kulturdenkmale
| Objekt-ID      | Lage | Offizielle Bezeichnung  | Beschreibung | Bild                                    |
| -------------- | ---- | ----------------------- | --- | --------------------------------------- |
| 27732 Wikidata | ()   | Feuerwehr-Löschfahrzeug | Leichtes Löschgruppenfahrzeug 8, LLF 8, Besatzung 1/8, gelassen auf die Gemeinde Osdorf. Im Zweiten Weltkrieg Einsätze in den Städten Kiel, Elmshorn und Hamburg. Technische Daten: Fahrgestell Mercedes-Benz, M 159, Hubraum: 2596 cm³, PS: 60, Baujahr 1943; seit 2009 Kulturdenkmal des Landes Schleswig-Holstein | Direkt Bild zu diesem Denkmal hochladen |

## Ehemalige Kulturdenkmale
| Objekt-ID     | Lage             | Offizielle Bezeichnung | Beschreibung | Bild                                    |
| ------------- | ---------------- | ---------------------- | ------------ | --------------------------------------- |
| 9406 Wikidata | Gut Borghorst () | Pächterhaus            |              | Direkt Bild zu diesem Denkmal hochladen |

## Quelle
- Liste der Kulturdenkmale in Schleswig-Holstein – Kreis Rendsburg-Eckernförde

- Karte mit allen Koordinaten:
- OSM |
- WikiMap